# Завод альфа-олефінів у Джоффре
Завод альфа-олефінів у Джоффре — підприємство в канадській провінції Альберта, яке виробляє широкий спектр альфа-олефінів (ненасичених вуглеводнів з одним подвійним зв'язком, що міститься на початку молекули з лінійним ланцюжком атомів вуглецю).
Завод розташовується на тому ж майданчику, що й кілька установок парового крекінгу компанії NOVA, які продукують необхідну сировину — етилен. Шляхом олігомеризації останнього отримують широкий спектр альфа-олефінів, з яких найлегші (1-бутен, 1-гексен, 1-октен) традиційно споживаються як кополімери, 1-децен та 1-додецен важливі для продукування синтетичних мастильних матеріалів, а більш важкі компоненти (С14 та наступні) можуть використовуватись для виробництва миючих речовин. Введений в експлуатацію у 2001 році, завод мав потужність у 250 тисяч тонн (у тому числі 70 тисяч тонн 1-октену), що потребувало 253 тисячі тонн етилену.
Проект зі спорудження заводу реалізував міжнародний енергетичний гігант BP, який невдовзі поступився ним на користь американської нафтохімічної корпорації INEOS.